# Pere Ballart i Fernández
Pere Ballart i Fernández (Barcelona, 19 de desembre de 1964) és un escriptor, assagista i crític literari.
Pere Ballart ha estat crític literari a El País, l’Avui i Serra d'Or, antologista (Arts de poeta), assagista prolífic i professor de Teoria de la Literatura a la Universitat Autònoma de Barcelona. Especialista en retòrica i teoria de la poesia, ha escrit diversos llibres de reflexió sobre el procés de creació poètica, com Eironea. La figuración irónica en el discurso literario moderno (1994), El contorn del poema (1998) i El riure de la màscara (2007). Ballart, és un dels millors coneixedors de les tendències de la poesia catalana actual i, amb relació a la poesia catalana, s'ha dedicat, de manera important, a l'anàlisi de l’obra de Gabriel Ferrater. És coautor, amb Joan Abellan i Enric Sullà, del manual Introducció a la teoria de la literatura (1997). Juntament amb Jordi Julià ha estat guardonat amb el premi Miguel de Unamuno en la categoria d'assaig (2008) pel treball "Sobre islas y penínsulas. Ensayos de teoría de la literatura y literatura comparada".

## Publicacions

### Articles de revistes
- (2013) Vistes des d'un pla picat[7]
- (2011) Entre l'èpica i la lírica: la narrativitat de Vicent Andrés Estellés[8]
- (2011) Con el reloj puesto en hora: sobre la poesía catalana del último medio siglo[9]
- (2010) Formiguejant ciutat[10]
- (2009) Mirant la poesia de reüll[11]
- (2008) Les lliçons d'Auden: Homenatge en el centenari del naixement del poeta anglès W.H. Auden (1907-1973)[12]
- (2007) Pistes falses, de Joan-Elies Adell, o el temps dels sentiments retràctils[13]
- (2006) El caso del misterioso guardagujas: Isidore Ducasse y la "locomotora agotada"[14]
- (2006) Ubiqüitat de la ironia -o, si més no, alguns dels seus usos entre els poetes actuals[15]
- (2006) Donde habite el recuerdo: José Manuel Caballero Bonald, "Manual de infractores"[16]
- (2005) Teoria i pràctica de la ironia planiana[17]
- (2005) Una reedición afortunada[18]
- (2005) Evocación de Joan Ferraté[19]
- (2005) Caballero de espumas: una introducción a la poesía de Antonio Carvajal[20]
- (2005) Una elocuencia en cuestión, o el ethos contemporáneo del poeta[21]
- (2004) Carlos Edmundo de Orly: Música de lobo. Antología poética[22]
- (2003) La ironía como (último) recurso[23]
- (2002) Hereus de J. Alfred Prufrock: la filial catalana[24]
- (2002) Arte y método: el legado intelectual de Gabriel Ferrater[25]
- (2000) El segle de text: Cents anys de crítica literària i les formes del comentari de text[26]
- (1999) L'analogia en el pensament líric[27]
- (1995) La ironía ha triunfado totalmente[28]
- (1990) Gabriel Ferrater y la poesía de la experiencia[29]

### Col·laboracions en obres col·lectives
- (2007) Josep Carner: Preservación[30]
- (1999) Entre estética y semiótica: unas notas sobre el marco[31]
- (1996) La ironía o el conjuro de la ingenuidad: Moralidades, de Jaime Gil de Biedma[32]

### Llibres
- (2007) El riure de la màscara: formes de l'objectivitat en la poesia contemporània[6]
- (1998) El contorn del poema[5]
- (1997) Introducció a la teoria de la literatura[33]
- (1994) Eironeia, la figuración irónica en el discurso literario moderno[4]
- (1992) La figuración irónica en el discurso literario moderno: una aproximación retórica[34]

## Premis i reconeixements[1]
- (2000) Institució de les Lletres Catalanes d'assaig, per El contorn del poema
- (2004) XXI Premi Josep Vallverdú d'assaig,[35] per El riure de la màscara
- (2008) Crítica Serra d'Or d'assaig, per El riure de la màscara
- (2010) Premi Sant Miquel d'Engolasters, per La veu cantant
- (2011) Memorial Joan Camps